# The Premise - Questioni morali
The Premise - Questioni morali (The Premise) è una serie televisiva antologica statunitense del 2021, creata da B. J. Novak.
La serie è stata distribuita su FX on Hulu dal 16 settembre 2021.

## Trama
La serie racconta un problema mondiale attuale, affrontando un tema diverso in ogni episodio.

## Episodi
| Stagione       | Episodi | Pubblicazione USA | Pubblicazione Italia |
| -------------- | ------- | ----------------- | -------------------- |
| Prima stagione | 5       | 2021              | 2021                 |

## Produzione
Nel luglio 2019, FX ha ordinato i primi due episodi della serie creata da BJ Novak e prodotta da FXP. Nel maggio 2020, FX ha raccolto la serie. La musica è di Emily Bear e Brooke Blair.

### Cast
Lucas Hedges, Kaitlyn Dever, Jon Bernthal e Boyd Holbrook sono stati scelti per gli episodi pilota nel 2019, mentre Ben Platt, Tracee Ellis Ross e Daniel Dae Kim, tra gli altri, sono stati annunciati come protagonisti della serie nell'agosto 2021.

## Distribuzione
La serie è stata resa disponibile a partire dal 16 settembre 2021 su FX e in contemporanea su Hulu negli Stati Uniti. In Italia la serie è stata resa disponibile su Disney+, come Star Original, a partire dal 3 novembre 2021.